# David Hemmings
David Leslie Edward Hemmings (Guildford, Surrey, 1941. november 18. – Bukarest, 2003. december 3.) brit színész, filmrendező, producer.

## Élete
Főiskolai tanulmányait a Művészeti Főiskolán végezte Epsomban.
1949–1956 között az English Opera Group szólistája volt. 1954-ben nemzetközi turnén vett részt. Ezután két évig Ausztriában éjszakai mulatókban lépett fel. 1956-ban a Children Film Foundation szerződtette, kiállítást rendeztek festményeiből. 1961-től a Royal Court Theatre, a croydoni Ashcroft Theatre valamint a Hampstead Theatre színésze volt. 1964-től a tv-ben is szerepelt. 1967–1970 között John Dalyvel a Hemdale tehetségkutató társaság alapítója, illetve vezetője, valamint az FGH Film Consortium egyik létrehozója volt. 1972-től rendezett filmeket.
2003. december 3-án hunyt el Bukarestben.

## Magánélete
1960–1967 között Genista Ouvry volt a felesége. 1968–1975 között Gayle Hunnicutt volt a párja. Harmadik feleségével 1976–1997 között volt, akit Prudence J. de Casembroot-nak hívtak. Utolsó felesége Lucy Williams volt, akivel 2002–2003 között élt.

## Filmjei
- Öt kulcs a szerencséhez (1957)
- Szent Johanna (1957)
- A holnap emberei (1958)
- Az idegen nyomában (1958)
- A változás szele (1961)
- Némely ember (1962)
- Játszd hidegen (1962)
- Légy a vendégem (1965)
- A szisztéma (1966)
- Az ördög szeme (1966)
- Nagyítás (1966)
- Camelot (1967)
- Barbarella (1967)
- Szélhámosok és palimadarak (1968)
- A könnyűlovasság támadása (1968)
- Meghalni egy hosszú nap végén (1968)
- A legjobb ház Londonban (1968)
- Nagy Alfréd (1969)
- A félelem része (1970)
- A sétabot (1970)
- Törékeny szerelem (1971)
- A rémült futó (1972) (rendező)
- A tizennégy (1973) (rendező)
- Hangok (1973)
- Pénzt vagy életet! (1974)
- Mély vörös (1974)
- Ritkaságok boltja (1975)
- Szigetek az áramlatban (1976)
- Szorítás (1976)
- Eltűnés (1977)
- A kábítószer útja (1977)
- Vérrokonok (1977)
- Koldus és királyfi (1977)
- Hatalom-játék (1978)
- Dzsigoló (Just a Gigolo, 1978) (rendező, zeneszerző is)
- Sherlock Holmes: Törvényes gyilkosság (1979)
- Harlequin (1980)
- Dr. Jekyll és Mr. Hyde (1980)
- A túlélő (1981) (rendező)
- Túl a megmagyarázható kétségeken (1982)
- Fiú a múltból (1983)
- Foglyok (1983)
- Arany a tó fenekén (1984) (rendező)
- Kulcs Rebeccához (1985)
- Beverly Hills Cowgirl Beves (1985)
- Vérfarkas (tévésorozat) (1987-1988) (rendező)
- A kínai bűnszövetkezet (1987)
- Szivárvány (1989)
- Turn of the Screw (1990)
- Dark horse (1992) (rendező)
- Raven (1992) (rendező)
- Útlevél a gyilkosnak (1993) (rendező)
- Christmas Reunion (1993) (rendező)
- Marker (1995) (rendező)
- A Mind to Murder (1995)
- Gladiátor (2000)
- Végakarat (2001)
- Gyilkos ösztön (2001)
- Gépállat SC (2001)
- Kémjátszma (2001)
- Jégtörők 2. (2002)
- New York bandái (2002)
- A szövetség (2003)
- Nesze neked, Frankie (2003)
- Gyilkos áldás (2004)